# 松野ゆい
松野 ゆい（まつの ゆい、1985年11月1日 - ）は、日本の元AV女優。
東京都出身。イオンプロモーション所属。

## 略歴
2005年に『DEBUT P-GIRLS』でプレステージよりAVデビュー
2006年2月より専属を離れ企画単体女優になる。

## 出演作品
※撮りおろし作品(大人数出演のオムニバス作品を除く)のみ

### 2005年
- DEBUT P-GIRLS（4月1日、プレステージ）
- 股汁(コス）って◆ゆいのラブモード。（5月2日、プレステージ）
- 初体験Hモード[ハジメテダカラデキルコト]（6月1日、プレステージ）
- 裏デリヘル嬢（7月1日、プレステージ）
- お人形あそび 2（9月23日、デジタルバンク）
- ANGEL HOSPITAL（10月1日、アイデアポケット）
- GLAMOROUS LIP 舐めまくり口淫唾液痴女 08（11月1日、アイデアポケット）

### 2006年
- バーチャルEX 痴女ハーレム 2 極上エロリスト（1月1日、アイデアポケット）
- ラストラス SEXY GIRLS 松野ゆい BEST 1（2月10日、ラストラス）
- ナース 中出し20連発（3月4日、アイエナジー）
- 接吻性器3（3月13日、イエロー）
- マンコの中からこんにちは3 ～じっくりマンコの穴の中～（4月25日、イエロー）
- お葬式の間に近親相姦 未亡人レイプ（6月8日、甲斐正明事務所（現・ブリット））
- ノーモザイクおまんこ 5（7月13日、カルマ）
- エロスの地獄（8月1日、MOODYZ）
- W痴漢地獄（8月4日、SODクリエイト）
- HEROMES(エロメス） 05（8月4日、ディープス）
- モザイク一切無し!艶女 ぼくの子宮（9月15日）
- 同級生 女のカラダになった童貞の僕（9月21日、SODクリエイト）
- 痴女ドリームマッチ（11月4日、V&Rプロダクツ）
- 電脳調教3（11月7日、アタッカーズ）
- 人格崩壊 アクメ地獄（12月4日、SODクリエイト）
- たっぷり接吻ねっとりフェラチオがっつり騎乗位（12月19日、ドグマ）
- 本物包茎治療院 松野形成クリニック（12月21日、V&Rプロダクツ）
- 巨乳スイミングスクール　PART．2（12月21日、V&Rプロダクツ）

### 2007年
- エロスの地獄 ～完結編・秘密の裁き～（2月1日、MOODYZ）
- 60’S ハレンチ洋品店（2月9日、TMA）
- 街でうわさの中出しギャル VII（2月10日、隼エージェンシー）
- 中出し＠女子校生 II（2月19日、ミスター・インパクト）
- Best of Advanced Actresses ～よく見るあの子は誰?～（3月8日、SODクリエイト）
- あっ!!好きな女が目の前で犯されてるのに勃起しちゃった!（3月22日、SODクリエイト）
- 女子校生SEX STYLE’07 お嬢様●校の場合（3月25日、しのだプロジェクト）
- 接吻しまくり淫口よだれ女（4月5日、ワープエンタテインメント）
- 禁断実録同性愛者の館Ⅱ（4月6日、アウダースジャパン）
- DOKIレズ9（4月6日、アウダースジャパン）
- 完全ガチガチ×ドキュメント!!（4月15日、ワープエンタテインメント）
- 鬼怒川で見つけた女子大生の皆さ〜ん!美人仲居の私たちがお背中お流しします。（4月19日、LADY×LADY）
- 淫乱お嬢様 縄責め矯正（5月25日、シネマジック）
- ゆいちゃんの恋人 ある日突然、身長10cmに小さくなったボクと巨大な彼女（6月1日、SODクリエイト）
- お嬢様とメイドの禁断な関係（6月1日、アウダースジャパン）
- DOKIレズ11（6月1日、アウダースジャパン）
- 人妻のイケない欲望 誘惑する5人の人妻たち（6月16日、隼エージェンシー）
- BODY・JACK（6月19日、ドグマ）
- 中出しされた人妻たち 第5章（6月19日、ミスター・インパクト）
- トリプル痴女ドリーム 女教師編（6月22日、レアル・ワークス）
- ふたなり姉妹2（7月13日、TMA）
- ポルチオエステサロンファイナル 驚愕の女体狂乱施術（7月14日、性科学研究所）
- 彼女が、競泳水着に着がえたら（7月15日、ワープエンタテインメント）
- ちんちん大好き発情娘3人による勃起必至!!寸止めチ○ポ強化しごき（7月19日、SODクリエイト）
- イカサレの館（7月20日、レアル・ワークス）
- しゃぶれ!痴女レンジャー!（7月20日、レアル・ワークス）
- 極上痴女姉さん童貞狩り（8月3日、シャイ企画）
- スチュワーデスin… [脅迫スイートルーム] Cabin Attendant Yui(24）（8月15日、ドリームチケット）
- 拘束椅子レズビアン（8月15日、ドグマ）
- 責め痴女 トリプルスペシャル（8月17日、レアル・ワークス）
- 南国リゾートエステ（9月6日、アキノリ）
- もしも…時間を自由自在に行ったり来たりできるタイムマシーンがあったら?（9月13日、カルマ）
- 陵辱の迷宮 黒人・小便・ドロ責めレイプ（9月15日、ドグマ）
- 女を狂わす惚れ薬を手に入れた。（9月20日、SODクリエイト）
- kira☆kira SPECIAL SEXYGALS☆集団乱交（9月25日、kira☆kira）
- イカセ潮吹き50連発（10月18日、ディープス）
- 女子校生の生中出ししか見たくない! 4時間（10月26日、TMA）
- 松野ゆい 奴隷女教師 邪淫の制服（11月1日、シネマジック）
- 拘束ゼラチンローションレズビアン（11月1日、AVS）
- イカセ潮吹き50連発（11月23日、メディアステーション）
- ダブルふたなり 中出し学園（12月21日、メディアステーション）

### 2008年
- 性的浴場 貸切ソープランド 2（1月5日、アキノリ）
- 陵辱・拘束・絶頂。Burrying（1月7日、桃太郎映像出版）
- 犯された秘書 調教レズレイプ vol.8（1月11日、U&K）
- マンコがマンコに恋をする理由（1月19日、ドグマ）
- ジーンズの女（2月5日、アキノリ）
- リラクゼーションレズ性感エステ（2月21日、アキノリ）
- 看護師になりすまして、患者さんの溜まってるザーメンを手コキ セックスでご奉仕性看護!!（3月6日、SODクリエイト）
- 女犯（3月7日、桃太郎映像出版）
- Lesbian Life 3（3月14日、U&K）
- ネチョレズ! VOL.1（3月14日、U&K）
- B☆Jean アウトテイクス（4月7日、桃太郎映像出版）
- 罵倒SEX（4月17日、SODクリエイト）
- 狙われた人妻 第5章 無理やり犯される7人の人妻たち（5月10日 隼エージェンシー）
- 淫らな姿のいい女 妄想異常性欲（5月13日、FAプロ）
- 大好き。（5月15日、S-Cute）
- 媚薬FUKC（6月14日 隼エージェンシー）
- レズオナ。 VOL.2（7月4日、U&K）
- スーパーヒロイン絶対絶命〔ママ〕 Vol.22 巨大ロボ マシンセイザー（7月12日 GIGA）
- 超装戦隊アクセルファイブ（7月12日 GIGA）
- 女教師レイプ5 レイプされる6人の女教師（7月12日 隼エージェンシー）
- 某有名携帯会社営業課 入社1年目 ゆい VOL.2（7月15日 ケー・トライブ）
- ナチュラルハイ夏スペシャル 大爆破びっくり仰天映像（7月17日 ナチュラルハイ）- 監督:イタカ・スミスリンパウダー。他出演:桜井エミリ
- 花嫁と新郎の父（7月25日 ながえスタイル）
- 巨大ヒロイン マシンレディー（8月8日 GIGA）
- 単体女優・松野ゆいの美人マネージャーさんをみんなでヤっちゃったビデオ（8月21日 ナチュラルハイ）
- 売れっ子女優、松野ゆいを監禁拘束し凌辱プレイの果てに中出しちゃいました!!（9月15日 テイクワン）
- 愛のあるSEXシリーズ BAZOOKA 騎乗位 full spec～上に乗るの大好き～（9月26日、メディアステーション）
- 究極の妄想発明シリーズ第9弾 時間が止まる腕時計 パート2（10月7日、ROCKET）
- 知らなきゃ絶対損をする!これが噂の「男の潮吹き」松野ゆいが男の潮吹き伝授します!（10月23日、ROCKET）
- 巨大ヒロイン凌辱 闘美神アフロディータ（11月22日、GIGA）※AVグランプリ2009 エントリー作品
- NO.1美女軍団 銀行強盗事件 中出し50連発 8周年記念作品（12月4日、アイエナジー）
- 5人のチェリーボーイズ!今度こそ童貞喪失SEX（12月4日、人間考察）
- ハーレム集団奴隷秘書（12月15日、イマージュ）

### 2009年
- 本番高級デリヘル嬢 vol.3（1月22日、サムシング）
- 拷問フェラくらぶDX（2月13日、MOODYZ）
- 淫乱シスターズ（2月19日、乱丸）
- 真性パイパンFUCK&真性アナル中出しFUCK（4月1日、MOODYZ）
- SEXよりキモチいいとろけるフェラチオ(8月7日、Be Free）

## テレビ
- エロパラNight(GyaOジョッキー、2007年9月11日・2007年12月25日放送分)[1]
- 桃のふくらみ（MONDO TV）